# أنستازيا بافليوتشينكوفا
أنستازيا بافليوتشينكوفا (بالروسية: Анастаси́я Серге́евна Павлюче́нкова) مواليد 3 يوليو 1991 في سامارا، روسيا. هي لاعبة كرة مضرب روسية محترفة. هي بطلة لعدة بطولات جراند سلام للناشئات. أعلى تصنيف وصلت إليه رقم. 13 في (4 يوليو 2011).

## روابط خارجية
- أنستازيا بافليوتشينكوفا على موقع رابطة محترفات التنس (الإنجليزية)
- أنستازيا بافليوتشينكوفا على موقع الاتحاد الدولي لكرة المضرب (الإنجليزية)
- أنستازيا بافليوتشينكوفا على موقع كأس بيلي جين كينغ (الإنجليزية)
- أنستازيا بافليوتشينكوفا على موقع بطولة ويمبلدون (الإنجليزية)
- أنستازيا بافليوتشينكوفا على موقع خلاصة التنس.كوم (الإنجليزية)
- أنستازيا بافليوتشينكوفا على موقع إي إس بي إن.كوم (الإنجليزية)
- أنستازيا بافليوتشينكوفا على موقع اللجنة الأولمبية الدولية (الإنجليزية)
- أنستازيا بافليوتشينكوفا على موقع أوليمبيديا (الإنجليزية)